# Lili Elbe
Lili Elbe, geboren als Einar Mogens Andreas Wegener, (Vejle, 28 december 1882 – Dresden, 13 september 1931) was een Deense kunstschilderes. Ze was een van de eerste transgender vrouwen die een geslachtsaanpassende operatie ondergingen.

## Levensloop

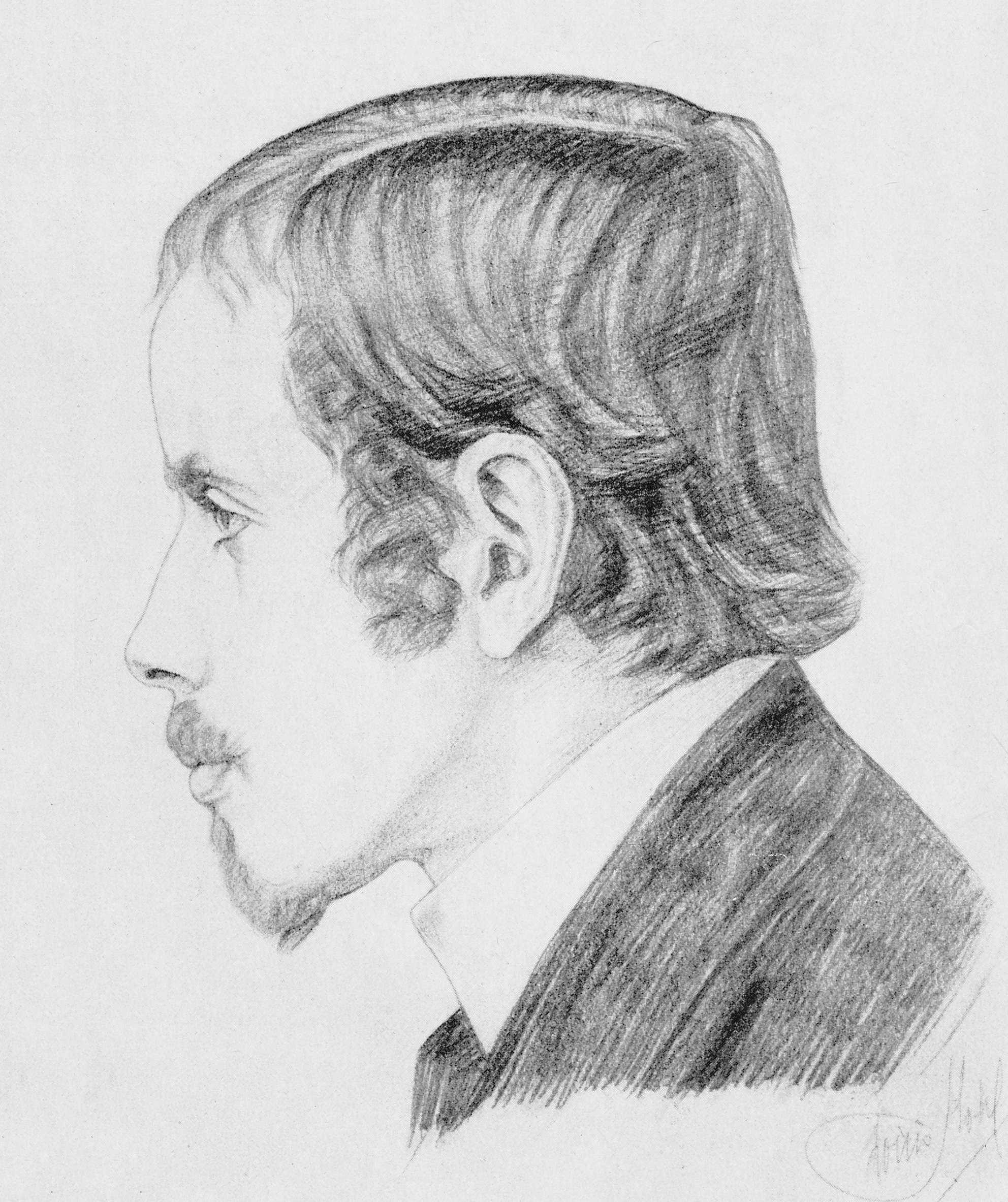
Einar Wegener omstreeks 1920

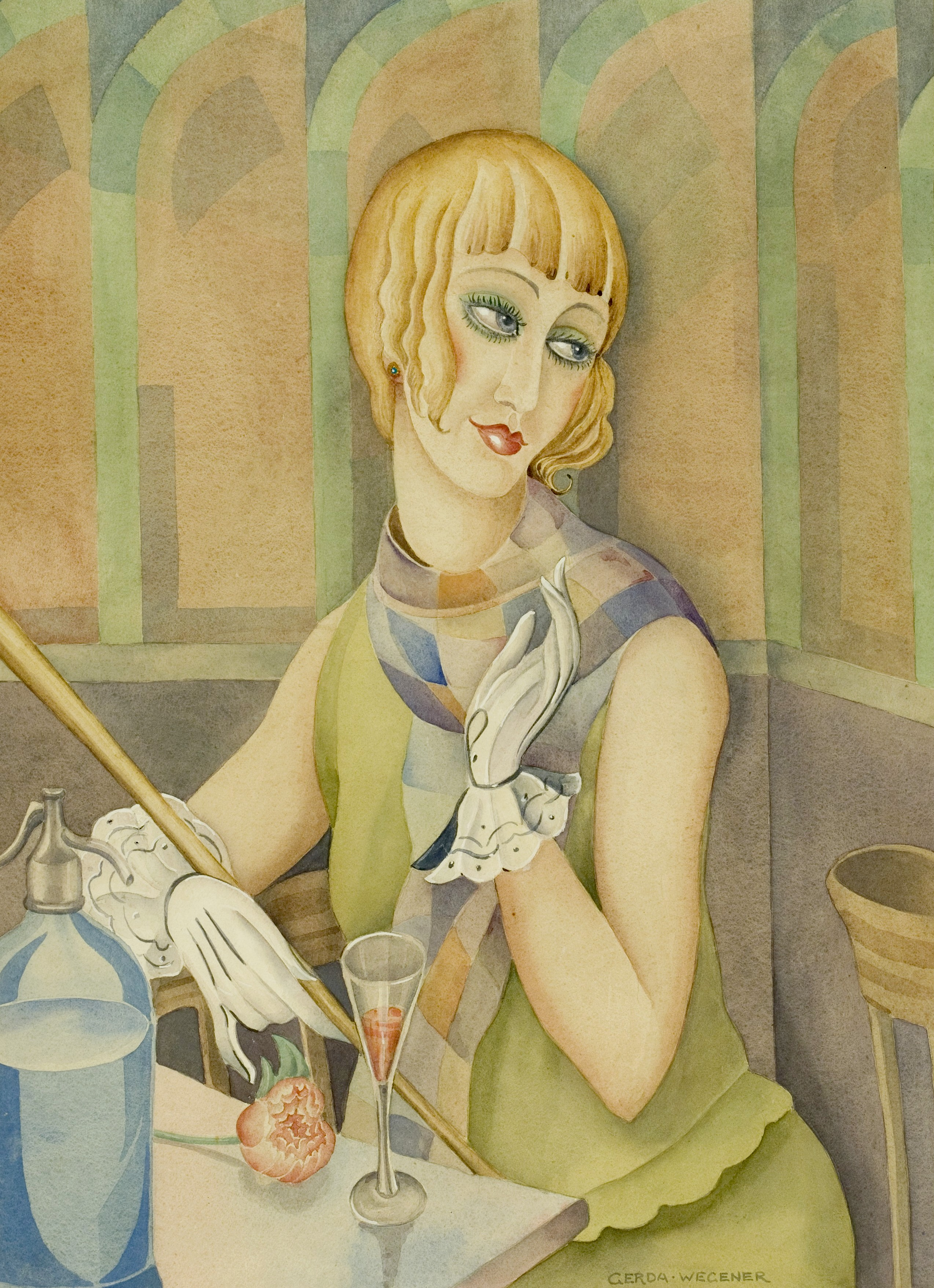
Portret van Lili Elbe geschilderd door Gerda Wegener

Aan de Kopenhaagse kunstacademie ontmoette de toenmalige Einar Wegener Gerda Gottlieb. Ze zijn omstreeks 1906 getrouwd en zij nam de naam van haar echtgenoot aan. Beiden werkten als illustrator. Einar specialiseerde zich in landschapsschilderijen, Gerda illustreerde boeken en modetijdschriften. Het lijkt erop, dat Einar een voorkeur voor vrouwenkleding bij zichzelf ontdekte tijdens het vele model staan voor de tekeningen van Gerda.
Het is aannemelijk dat Einar interseksueel was: een arts in Dresden zei rudimentaire eierstokken te hebben opgemerkt. Bloedtests toonden grote hoeveelheden vrouwelijke hormonen aan, ten koste van de hoeveelheid mannelijke hormonen. Mogelijk was er sprake van het syndroom van Klinefelter.
Gedurende de jaren twintig begon Einar zich als een vrouw te kleden, nam zo deel aan het openbare leven, ontving thuis gasten en noemde zich "Lili Elbe". Blijkbaar werd Lili als vrouw geaccepteerd, ze kreeg zelfs een huwelijksaanzoek. Alleen intieme vrienden wisten dat ze transgender was. Aan anderen werd ze door Gerda geïntroduceerd als de zuster van Einar.
In 1930 vertrok Lili naar Duitsland voor de chirurgische ingreep, die in die tijd nog experimenteel was. Elbe onderging een uitgebreid psychologisch onderzoek door de seksuoloog Magnus Hirschfeld in Berlijn. De eerste operatie, de verwijdering van de mannelijke genitaliën, werd verricht door dr. Warnekros in de Frauenklinik te Dresden. De tweede operatie was bedoeld om eierstokken te transplanteren. Die werden echter tijdens de vierde operatie verwijderd omdat er ernstige complicaties waren ontstaan.
Haar zaak was inmiddels een sensatie geworden, zowel in Denemarken als in Duitsland. In oktober 1930 verklaarde koning Christiaan X van Denemarken haar huwelijk nietig. Ze kreeg een nieuw paspoort waarin haar nieuwe naam en nieuwe geslacht vermeld werden. Gerda hertrouwde met een gezamenlijke vriend en Lili aanvaardde het aanzoek van een andere vriend – zodra ze in staat zou zijn om "moeder te worden".
Lili Elbe stopte met schilderen. Ze overleed in 1931, vermoedelijk wegens een longembolie na haar vijfde en laatste operatie (een bekende complicatie bij operaties, met name in de buik). Sommigen geloven dat ze haar dood in scène heeft gezet om elders anoniem een nieuw leven te beginnen.

## Autobiografie
In de biografie zijn de namen van Elbe's vrienden veranderd.
- (da)  Fra mand til kvinde: Lili Elbes bekendelser, geredigeerd door Niels Hoyer (pseudoniem van Ernst Harthern; geboren als Ernst Ludwig Jacobson), uitg. Hage & Clausen, Kopenhagen, 1931.
  - (en)  Man into Woman - an authentic record of a change of sex (1933, Jarrold Publishers, Londen, vertaling door H.J. Stenning, inleiding door Norman Haire)
  - (da)  Fotografische herdruk, uitg. Skippershoved, Ebeltoft, 1988.
  - (nl)  Van man naar vrouw, vert. Michal van Zelm, voorwoord Loiza Lamers, uitg. Oevers, Zaandam, 2019.

## Populaire cultuur
- The Danish Girl (David Ebershoff, 2000, Verenigde Staten) - gefictionaliseerde biografie van Lili Elbe. Deze internationale bestseller werd meermaals vertaald en in 2015 verfilmd tot The Danish Girl. Het boek en de film spreken niet over Gottlieb's seksualiteit noch over het einde van haar relatie met Lili Elbe.

- Bibsys: 1078615
- Biblioteca Nacional de España: XX1044190
- Bibliothèque nationale de France: cb179683460 (data)
- Gemeinsame Normdatei: 107662989X
- International Standard Name Identifier: 0000 0001 2307 9717
- Library of Congress Control Number: nr97031091
- Bibliotheek van het Japanse parlement: 00620621
- Nationale Bibliotheek van Tsjechië: jx20110216008
- Nationale Bibliotheek van Israël: 987012399763605171
- Nederlandse Thesaurus van Auteursnamen: 422868167
- Réseau des bibliothèques de Suisse occidentale: 02-A028302636
- Système universitaire de documentation: 26647456X
- Union List of Artist Names: 500189029
- Virtual International Authority File: 58988978
- WorldCat: E39PBJwHhP3vkyd9rmQw3Qt7pP